# Friedrich Kranebitter
Friedrich Kranebitter (* 1. Juli 1903 in Wildshut, Österreich-Ungarn; † 20. Februar 1957 in Linz) war ein österreichischer Nationalsozialist, im nationalsozialistischen Deutschen Reich ein hochrangiger Gestapo-Funktionär und von 1941 bis Kriegsende SS-Sturmbannführer.

## Leben

### Jugend und Ausbildung
Friedrich Kranebitter wurde als Sohn des Gendarmeriebeamten Adolf Kranebitter und dessen Frau Karoline in der elterlichen Dienstwohnung in Schloss Wildshut in der Innviertler Gemeinde St. Pantaleon (Oberösterreich) geboren. Bedingt durch die berufliche Tätigkeit seines Vaters übersiedelte die Familie mehrfach und ließ sich schließlich in Schärding nieder, wo der Vater die Stelle als Bezirks-Gendarmeriekommandant antrat. Kranebitter besuchte nach sechs Jahren Volksschule in Schärding zunächst auf Geheiß seines Vaters das Stiftsgymnasium Wilhering. Da er, obwohl Klassenbester, aufgrund seiner radikal großdeutschen Gesinnung von dieser Schule verwiesen wurde, wechselte Kranebitter ins Gymnasium Ried im Innkreis, wo er umgehend der schlagenden Schülerverbindung Conservative Semestral Verbindung Germania Ried beitrat und 1924 maturierte.
Nach der Matura wollte Kranebitter studieren, fügte sich jedoch dem Wunsch des Vaters nach einer Karriere bei der Sicherheitswache und ließ sich in Wien zum Wachmann und anschließend zum Oberwachmann ausbilden. Neben seiner Ausbildung betrieb Kranebitter das Studium der Rechtswissenschaften, welches er 1934 mit der Promotion zum Dr. iur. abschloss. Obwohl bereits ausgebildeter Jurist, erhielt Kranebitter aufgrund seiner nationalsozialistischen Gesinnung keine entsprechende Anstellung und musste vorerst weiterhin Revierinspektor bleiben. Die Beteiligung an den Februarkämpfen 1934 bewirkte seine Beförderung zum stellvertretenden Kommandanten des Kommissariatswachzimmers in der Währinger Kreuzgasse.
1929 heiratete Kranebitter Maria Elisabeth aus Wildungsmauer. Aus dieser Ehe entstammten zwei Töchter. Seine Frau ließ sich 1943 von ihm scheiden und übersiedelte mit den beiden Kindern von Wien nach Wildungsmauer.

### Zeit des Nationalsozialismus
Zum 10. März 1931 trat Kranebitter der Wiener NSDAP-Ortsgruppe Gersthof II (Mitgliedsnummer 441.865), zum 1. August 1934 der SS bei (SS-Nummer 340.578). Im Rang des Hauptscharführers erhielt er Order, als österreichischer Beamter innerhalb der Polizei den illegalen 5. Nachrichtensturm der SS-Standarte 89 aufzubauen und zu führen.
Unmittelbar nach dem „Anschluss“ Österreichs an das Deutsche Reich wurde Kranebitter ab dem 13. März 1938 Mitglied der Staatspolizeileitstelle Wien. Der Mann seiner Schwester Annemarie, Kriminal-Oberinspektor Josef Schmirl, Chef des Personenschutzes bei der Bundespolizeidirektion Linz und vor 1938 zuständig für die Bekämpfung nationalsozialistischer Umtriebe während der Verbotszeit war das erste Todesopfer der Nationalsozialisten nach dem "Einmarsch" im März 1938. Dieser wurde schon am 14. März 1938 von den Nationalsozialisten ermordet. Im April 1938 wurde Kranebitter, mittlerweile zum SS-Hauptsturmführer befördert, Leiter der Gestapo-Außenstelle der niederösterreichischen Industriestadt Wiener Neustadt. Dort fuhr er als Dienstwagen einen vom jüdischen Rechtsanwalt Michael Stern beschlagnahmten Steyr 100.
Von 1940 bis 1942 war Kranebitter Leiter des Referates II G in der Wiener Gestapo-Zentrale, wo er u. a. für Post- und Telefonüberwachungen, Personen- und Versammlungsschutz sowie Sabotagefälle und Disziplinarangelegenheiten innerhalb der Gestapo zuständig war. 1941 erfolgte seine Ernennung zum SS-Sturmbannführer.
Nach Beginn des Deutsch-Sowjetischen Krieges wurde Kranebitter am 25. Jänner 1942 Kommandeur der Sicherheitspolizei und des SD im ukrainischen Generalbezirk Charkow, der damals viertgrößten Stadt in der Sowjetunion. Dort wurde unter seiner Befehlsgewalt ein Gaswagen eingesetzt.
Kranebitter leitete zudem Massenhinrichtungen, bei denen oft mehrere Tausend Gefangene außerhalb von Charkow am Rande von zuvor ausgehobenen Gruben erschossen wurden. Unter anderem wurden auch sechzig Kinder, welche als Patienten in einem Kinderkrankenhaus lagen, auf direkten Befehl Kranebitters auf die gleiche Weise ermordet.
Nach Rückeroberung von Charkow durch die Rote Armee wurde Ende 1943 in einem großen sowjetischen Kriegsgerichtsverfahren, dem sog. Charkower Gerichtstag, Anklage gegen mehrere Untergebene des zu diesem Zeitpunkt bereits in Italien eingesetzten Kranebitters erhoben. Diese Gefangenen schilderten eindrücklich die Planung und Ausführung der Massenermordungen. Am 18. Dezember 1943 wurden im Charkower Kriegsverbrecherprozess die Urteile gefällt und Kranebitter als einer der Hauptverantwortlichen für die Ermordung von bis zu 40.000 Menschen festgestellt.
Gegen Jahresende 1943 wurde Kranebitter in Oberitalien aktiv und übernahm im Hauptquartier der Geheimen Staatspolizei in Verona unter dem späteren SS-Gruppenführer Wilhelm Harster die Abteilung IV. Dort war er unter anderem für die Erstellung der Transportlisten von tausenden politischen Gefangenen aus dem Durchgangslager Fossoli in Konzentrationslager in Deutschland und Polen und ins österreichische KZ Mauthausen zuständig. Beim Massaker von Cibeno wurden am 12. Juli 1944 etwa 70 Gefangene des KZ Fossoli als Abschreckungsmaßnahme für die übrigen Lagerinsassen von 5 SS-Untergebenen Kranebitters auf dessen Anordnung erschossen.
Im Juni 1944 wurde Kranebitter mit dem Eisernen Kreuz II. Klasse und dem Kriegsverdienstkreuz I. Klasse mit Schwertern ausgezeichnet.
Da sich im Sommer 1944 die Front der Alliierten von Süden stetig nach Norden Richtung des Flusses Po bewegten, wurden das Lager Fossoli und auch das Gestapo-Hauptquartier nach Bozen verlegt. Vom Durchgangslager Bozen aus wurden von Juli 1944 bis Februar 1945 mehr als ein Dutzend Deportationszüge in andere Konzentrationslager verschickt. Auf Kranebitters Befehl wurden beim "Bozener Massaker" am 12. September 1944 insgesamt 23 Internierte liquidiert und in einem Massengrab verscharrt.

### Nachkriegszeit
Am 13. Mai 1945 wurde Kranebitter gemeinsam mit anderen hochrangigen SS-Führern in Bozen von US-amerikanischen Soldaten verhaftet und in das von den Briten geführte Lager Rimini überstellt. Nach weiteren Verlegungen innerhalb Italiens wurde Kranebitter schließlich im März 1946 per Schiff nach London verbracht. Anfang 1948 wurde er von den Briten an den US-amerikanischen United States Army Criminal Investigation Command (CID) übergeben und in das niedersächsische Fallingbostel verbracht. Im Juni 1948 wurde er ohne Verurteilung durch die Westalliierten am 15. Juli 1948 den österreichischen Behörden übergeben und ins Kärntner Gefangenenentlassungslager Feistritz an der Drau verlegt.
Während seines Prozesses vor dem Volksgericht wurde Fritz Kranebitter ausgerechnet durch Michael Stern verteidigt. Seine Schwester, die „Witwe des österreichischen Märtyrers“ Josef Schmirl, warf sich, obwohl er sie nach der Ermordung ihres Mannes durch die Nationalsozialisten den ganzen Krieg hindurch ignoriert hatte, vor Gericht für den Bruder in die Bresche. Seine Strafe: Ein Jahr Haft wegen illegaler Mitgliedschaft in der NSDAP, Aberkennung des akademischen Titels (Kranebitter hielt sich nicht einmal beim Gnadengesuch an den Bundespräsidenten daran), keine weitere Verwendung im Staatsdienst. Am 15. Juli 1949 wurde Kranebitter endgültig aus der Haft entlassen.
Von alten Kameraden umsorgt, bekam er schnell wieder einen Posten, zunächst bei den Österreichischen Kunststoffwerken in Wels. Schließlich arbeitete er als Inspektor der oberösterreichischen Landes-Brandschadenversicherung.
Als Kranebitter 1957 an Krebs starb, stand auf der Parte: „Sein Leben war nur aufopfernde Liebe und treueste Pflichterfüllung.“
Opfer und Verwandte von Opfern strengten in den Jahren nach dem Krieg mehrmals Prozesse gegen Kranebitter selbst oder seine Untergebenen an, bei denen er als Zeuge geladen war. Verurteilt wurde er nie. Erst nach seinem Tod begann sich die (italienische und deutsche) Justiz in den 1960ern für ihn wegen Verdachts von Kriegsverbrechen ernsthaft zu interessieren.
In der 2000 erschienenen Festschrift zum neunzigjährigen Bestehen der "Conservative Semestral Verbindung Germania Ried", welche mit einem Vorwort des oberösterreichischen Landeshauptmannes Josef Pühringer versehen ist, wurde Kranebitter gewürdigt, indem von ihm als einziges Mitglied im Zeitraum von 1919 bis 1933 ein fotografisches Einzelporträt gezeigt wurde.
In seinem Roman „Bitter“ (2014) zeichnete der österreichische Schriftsteller Ludwig Laher die Lebensgeschichte Fritz Kranebitters nach, sein öffentliches Wirken und Werken wie die privaten Hintergründe.